# Rövidfarkú albatrosz
A rövidfarkú albatrosz (Phoebastria albatrus) a madarak (Aves) osztályának viharmadár-alakúak (Procellariiformes) rendjébe, ezen belül az albatroszfélék (Diomedeidae) családjába tartozó faj.

## Előfordulása
A rövidfarkú albatrosz előfordulási területe a Csendes-óceán északi fele, Ázsia és Észak-Amerika között. Japántól egészen Kaliforniáig sokfelé fészkel, a pleisztocén korban az atlanti-óceáni Bermuda szigetcsoporton is volt költőállománya.

## Megjelenése
Közepes méretű albatroszfaj, amelynek fej-testhossza 84–94 centiméter, szárnyfesztávolsága 215–230 centiméter és testtömege 4,3–8,5 kilogramm. A csőre 12,7–15,2 centiméteres és farktollai 14–15,2 centiméteresek. Tollazatának az alapszíne fehér; azonban az evezőtollak és néhány farktoll fekete. A tarkója és fejének teteje sárgás árnyalatú. A nagy csőre rózsaszín, az idősebb példányoknál kékes véggel. A fiatal madár 10-20 éves koráig teljesen barna tollazatú.

## Életmódja
Ez a tengeri madár főleg kalmárokkal táplálkozik. Gyakran követi a halászhajókat a maradékok megszerzéséhez.

## Szaporodása
Az ivarérettséget 10-20 évesen éri el. Főleg azokon a helyeken költ, ahol a Miscanthus sinensis nevű perjeféle nő. A fészekalj csak egyetlen, vörösen pontozott, piszkosfehér tojást tartalmaz. A tojás átlagosan 116 milliméter hosszú és 74 milliméter átmérőjű. A tojáson mindkét szülő kotlik, körülbelül 65 napon keresztül.

### Fordítás
- Ez a szócikk részben vagy egészben  a   Short-tailed albatross című angol Wikipédia-szócikk ezen változatának fordításán alapul.  Az eredeti cikk szerkesztőit annak laptörténete sorolja fel. Ez a jelzés csupán a megfogalmazás eredetét és a szerzői jogokat jelzi, nem szolgál a cikkben szereplő információk forrásmegjelöléseként.